# Scsi

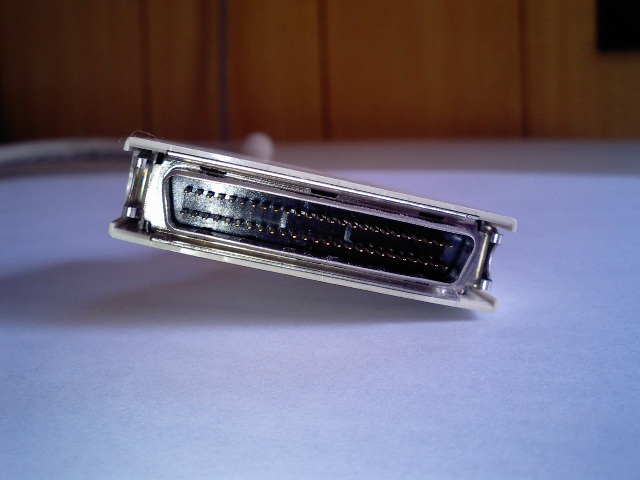
Ett 50-pinnars SCSI-kontaktdon.

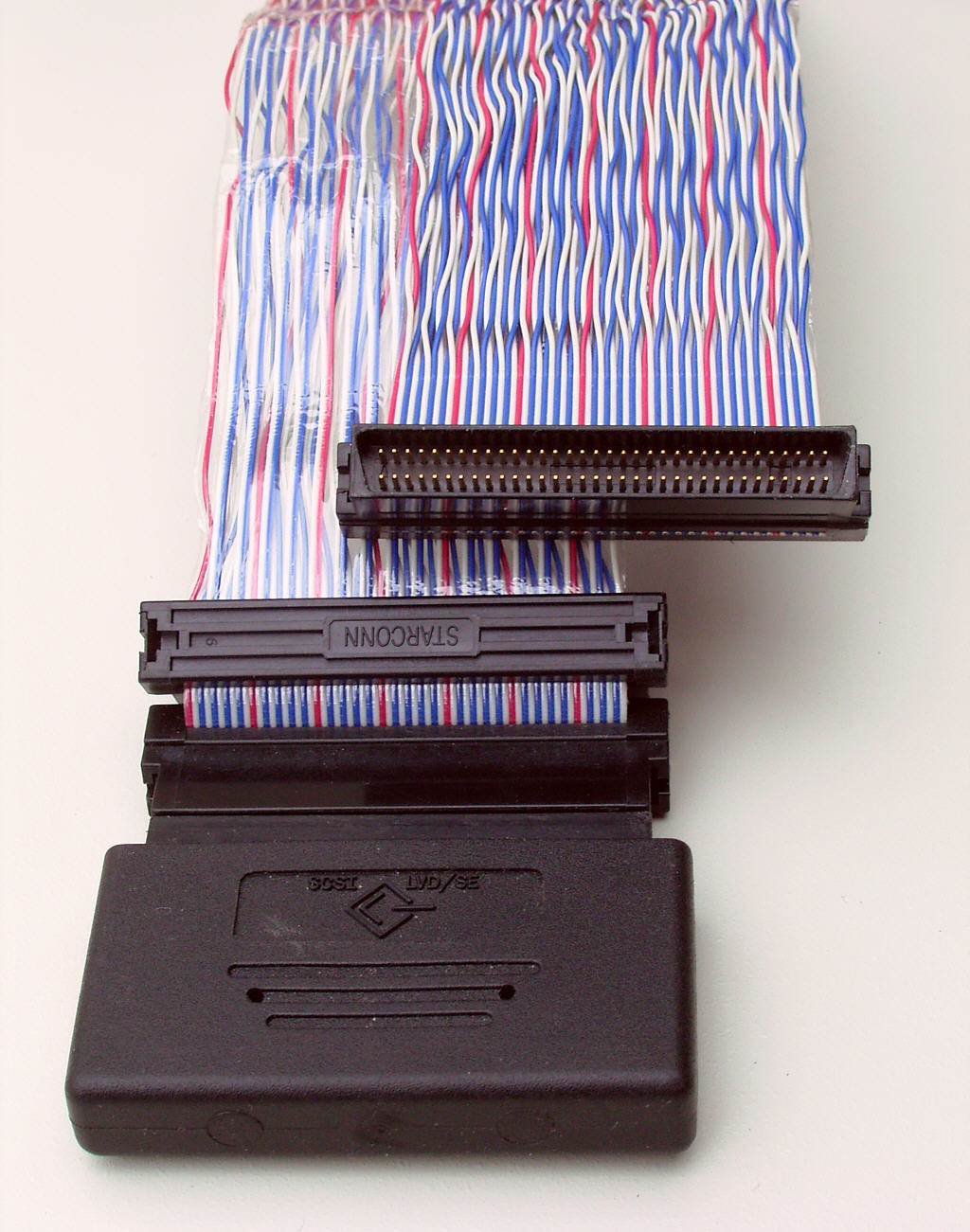
Ett 68-pinnars Low Voltage Differential (LVD) SCSI-kontaktdon.

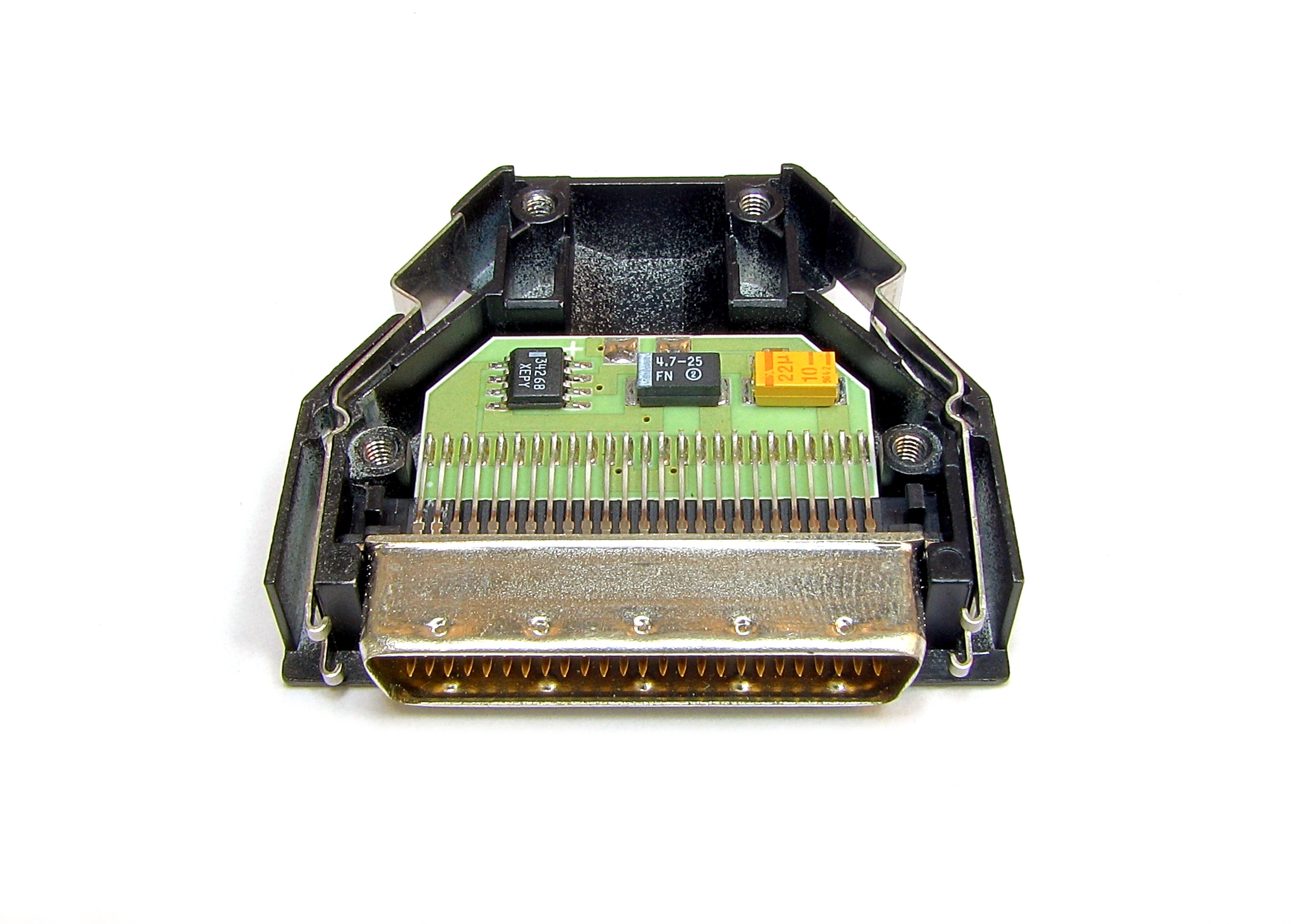
En 50-pinnars SCSI-terminator (även kallad "avslutare", här med övre delen av kontaktdonet bortmonterad, för att visa terminatorns inre komponenter).

Small Computer System Interface, förkortat SCSI, är ett ANSI-standardiserat gränssnitt för anslutning av kringutrustning som till exempel hårddiskar till datorer. SCSI uttalas som 'skassi'. 
Ursprungligen kallades standarden SASI – Shugart Associates System Interface – efter företaget som lanserade den. Ordet small till trots är SCSI vanligast i större datorsystem, servrar, och kraftfulla datorsystem medan framförallt Intel/x86 baserade system nästan uteslutande har använt Parallell ATA, och senare Serial ATA. Emellertid förekommer SCSI även i mindre system, framför allt i datorlösningar från Sun, Atari ST (ACSI), Amiga, och äldre Macintosh-system från Apple.
SCSI-disksystem använde ursprungligen 50-poliga IDC flatkablar, externt anslutna med 50-poliga Centronics-kontaktdon. Senare övergick man till den smidigare 50-poliga mikrokontakten.
När differentiell överföring och felkontrollerande koder med hjälp av CRC32 (Ultra160) tog över började partvinnade internkablar och externa 68-poliga mikrokontakter att användas. För stora disksystem används även "SCA-80" som är detsamma som 68-polig differentiell kontakt, men där även styrning av enhetens id och strömförsörjning överförs. Detta kräver en speciell kontakt. För riktigt stora disksystem (Storage Area Network) används ljuskommunikation och fiberkablar, även diskenheterna emellan.
HVD och LVD SCSI kan ej blandas, ej heller differentiella och obalanserade gränssnitt utan särskild adapter. I övrigt är möjligheten att blanda olika gränssnitt relativt stor.

## Översikt

### SCSI parallel Interface, SPI
| Gränssnitt       | Buss-bredd | Klockhastighet | Max. genomströmning (MB/s) | Max. genomströmning (Mbit/s) | Max. kabellängd | Max. antal enheter |
| ---------------- | ---------- | -------------- | -------------------------- | ---------------------------- | --------------- | ------------------ |
| SCSI             | 8-bit      | 5 MHz          | 5 MB/s                     | 40 Mbit/s                    | 6 m             | 7                  |
| Fast SCSI        | 8-bit      | 10 MHz         | 10 MB/s                    | 80 Mbit/s                    | 1,5–3 m         | 7                  |
| Fast-Wide SCSI   | 16-bit     | 10 MHz         | 20 MB/s                    | 160 Mbit/s                   | 1,5–3 m         | 15                 |
| Ultra SCSI       | 8-bit      | 20 MHz         | 20 MB/s                    | 160 Mbit/s                   | 1,5–3 m         | 7                  |
| Ultra Wide SCSI  | 16-bit     | 20 MHz         | 40 MB/s                    | 320 Mbit/s                   | 1,5–3 m         | 15                 |
| Ultra2 SCSI      | 8-bit      | 40 MHz         | 40 MB/s                    | 320 Mbit/s                   | 12 m            | 15                 |
| Ultra2 Wide SCSI | 16-bit     | 40 MHz         | 80 MB/s                    | 640 Mbit/s                   | 12 m            | 21–23              |
| Ultra3 SCSI      | 16-bit     | 40 MHz DDR     | 160 MB/s                   | 1280 Mbit/s                  | 12 m            | 15                 |
| Ultra-320 SCSI   | 16-bit     | 80 MHz DDR     | 320 MB/s                   | 2560 Mbit/s                  | 12 m            | 15                 |
| Ultra-640 SCSI   | 16-bit     | 160 MHz DDR    | 640 MB/s                   | 5120 Mbit/s                  | ?               | 16                 |

### Andra SCSI-gränssnitt
| Gränssnitt                              | Buss-bredd                            | Bandbredd                             | Max. genomströmning (MB/s)            | Max. genomströmning (Mbit/s)          | Max. kabellängd | Max. antal enheter        |
| --------------------------------------- | ------------------------------------- | ------------------------------------- | ------------------------------------- | ------------------------------------- | --------------- | ------------------------- |
| Serial Storage Architecture (SSA)       | 1 bit                                 | 200 Mbit                              | 40 MB/s full duplex                   | 320 Mbit/s                            | 25 m            | 96                        |
| Serial Storage Architecture 40 (SSA 40) | 1 bit                                 | 400 Mbit                              | 80 MB/s full duplex                   | 640 Mbit/s                            | 25 m            | 96                        |
| Fibre Channel 1 Gb (FC-AL)              | 1 bit                                 | 1 Gbit                                | 100 MB/s per riktning; full duplex    | 800 Mbit/s                            | ?               | 127                       |
| FC-AL 2 Gb                              | 1 bit                                 | 2 Gbit                                | 200 MB/s per riktning; full duplex    | 1600 Mbit/s                           | ?               | 127                       |
| FC-AL 4 Gb                              | 1 bit                                 | 4 Gbit                                | 400 MB/s per riktning; full duplex    | 3200 Mbit/s                           | ?               | 127                       |
| iSCSI                                   | Använder TCP/IP som överföringsmedium | Använder TCP/IP som överföringsmedium | Använder TCP/IP som överföringsmedium | Använder TCP/IP som överföringsmedium | ?               |                           |
| Serial Attached SCSI 3 Gbit/s           | 1 bit                                 | N/A                                   | 300 MB/s per riktning; full duplex    | 2400 Mbit/s                           | 6 m             | 16 256 (128 per expander) |